# Five Nights at Freddy's: Sister Location
Five Nights at Freddy's: Sister Location (укр. П'ять ночей із Фредді: Сестринська локація) — п'ята частина франшизи FNaF, створена 2016 року Скоттом Коутоном. Вийшла 7 жовтня 2016 року на PC, 22 грудня — на Android, 3 січня 2017 — на iOS. Є сиквелом Five nights at Freddy's 4, яка вийшла в 2015 році.
Проте геймплей гри відрізняється від інших частин FNaF. Гравець має виконувати дії, сказані голосом поганого робота — Еннарда.

## Сюжет
За сюжетом, коли гравець вперше запускає гру, то чує невеличкий монолог і бачить велетенського робота — Циркуса Бейбі (англ. Circus Baby). Голос говорить, що любить, що вміє та що вона виготовляє морозиво. Ім'я творця аніматроніка — Вільям Афтон (це ім'я фіолетової людини з книги). Після цього герой опиняється в головному меню. Коли починається якась із ночей (крім англ. Custom Night — Своя ніч), герой може чути голос дівчинки. Вона просить щось у батька, наприклад, погратися із нею — аніматроніком.
Спершу незрозуміло, хто ця дівчинка і чого вона хоче. Далі показує як пронтогоніст Майкл Афтон — син Вільяма, який відомий як Майк (англ. Mike Shmidt), заходить у секретну піцерію і пересувається вентиляцією. Його голос не чутно, хіба що після проходження режиму Golden Freddy на 4 зірки в Custom Night.
Отже, Майкл спускається ліфтом і слухає голос. Якщо він все зробить правильно, то зможе піти додому та дивитися фільм про Дракулу та його дружину, які сваряться через дитину. Також можна поїсти попкорну. Кожного дня Майкл проходить завдання і їсть попкорн та дивиться фільм. Всього є дві кінцівки, а також важка міні-гра.
Гравець грає за Бейбі, яка стріляє кексами. Цю міні-гру можна отримати в режимі Extra або коли герой помирає в якусь із ночей. ЇЇ також можна пройти двома способами:
1. Можна не годувати дітей, але тоді морозиво в останньому слайді не з'явиться. Щоб завершити міні-гру, треба дійти до «Goal»;
2. Треба годувати дітей, тоді з'явиться морозиво. Після цього герой має встигнути за хвилину дійти до самого початку. І якщо він встигає, то побачить, як Бейбі ставить морозиво і до неї підбігає інша дівчинка, Єлізавет Афтон. Вона підходить до аніматроніка і Бейбі вбиває її. Гравець розуміє, що в грі ним керував голос цієї дівчинки, що вона вважала Бейбі лялькою, яку зробив її батько Вільям. Можна побачити, що в неї почорніли очі, а дівчинка померла всередині цього аніматроніка. Після чого герой отримує зірку й бачить одну з кінцівок.

## Популярність
| Агрегатор    | Оцінка     |
| ------------ | ---------- |
| GameRankings | 67.50 %    |
| Metacritic   | PC: 60/100 |

| Видання     | Оцінка |
| ----------- | ------ |
| Destructoid | 6/10   |

Гра отримала неоднозначні відгуки. Критики високо оцінили озвучку. GameCrate і Kotaku оцінили гумор на додачу до жахів.
Gamezebo оцінило мобільну версію, поставивши грі 3 із 5 зірок.

## Ігровий процес

### Перша ніч
Перед початком ночі ти чуєш голос дівчинки, типу: «Тату, а чому ти не пускаєш мене до цього аніматроніка? Ти ж створив її для мене!». Після чого гравець (типу Майкл) попадає в ліфт і включається голос. Він вітає Майкла в перший день роботи в підземній піцерії. Далі відкривається клавіатура і Майкл вводить ім'я. Потім клавіатура показує помилку, і голос поправляє наше введене ім'я на англ. Eggs Benedict (Яйця Бенедикта). Ліфт зупиняється, і далі ми повинні слухатися голоса. Нажати на червону кнопку в ліфті і повзти по вентеляції. Тоді ми попадаєм в Control Module і робим все, що голос каже. Світимо ліво та право, вдаряємо аніматроніків електрошокером. Тоді ми бачимо двух персонажів: Ballora і Funtime Foxy. І після того, ми повзем вперед вже по другій вентеляції та попадаєм в Circus Control світимо по «так скажем» Circus Gallery. Спочатку нічого не можна побачити, тоді вдаряємо електрошокером. Але знову нікого не видно. Вдяряємо електрошокером вдруге. Світимо — але там знову нікого не видно. І тоді голос каже, що ми закінчили і можемо повернутися додому. Вертаємось назад до вентеляції і ніч пройдена. Після завершення ночі герой опиняється вдома і дивиться телевізор та їсть попкорн. Коли серіал закінчується, починається друга ніч.

### Друга ніч
Після невеличкої перерви, можна почути голос дівчинки. Далі Майкл попадає до ліфту, голос вітає його за попередній день на роботі. піднімається клавіатура. Після введення імені виводиться помилка. Голос виправляє його на Angsty Teen. Голос перетворився на голос підлітка. Голос розказує, що там у вентеляції було знайдено тіло. Тоді Майкл знову попадає в Control Module і робим все те саме. Тільки аніматроніки стоють ближче. Типу стоять біля вікон. Голос каже провіряти Баллору. Майкл перевіряє Баллору, проте після перевірки голос почав сильно збоїти. Потім голос вертається на строй через декілька секунд. Каже провірити Фантайм Фоксі. Після перевірки він каже глючно «ЧУДОВО!» тричі. Після цього, повідомляє, що з голосом є якісь проблеми. Далі голос просить провідати Circus Gallery. Коли Майкл приходить у потрібне місце, голос каже Майклу провірити Бейбі. Ми світимо — нікого нема. Вдаряємо електрошокером двічі. Проте воно не працює. Голос просить залишитися тут, поки усе налагодиться. Бо є деякі проблеми з киснем, електрикою тощо. Після розмови, все вимикається. Далі буде хтось казати, що відкрився люк на якийсь прохід. Після цього, буде говорити з нами Бейбі. Вона каже, що вона нас не знає і ніколи не зустрічалася.
Потім попросить сховатись під стіл, щоб сховатись від аніматроніків. Особливо, до нас буде лізти Бідібаб (англ. Bidybab). Майкл проживе цей рівень, а Бідібаб піде собі. Тоді Бейбі знову заговорить до Майкла і скаже, що непотрібно слухатися голоса, що він скаже рухатися швидко в Ballora Gallery. Якщо він (Майкл) буде рухатися швидко, Баллора його вб'є. Далі голос Бейбі обривається і влючається інший голос. Він каже добратись через англ. Ballora Gallery прийти до англ. Breaker Room, щоб виправити помилки в піцерії. Після ремонту в англ. Breaker Room, Майкл вертається назад, де чує Баллору, яка каже головному герою, що вона його чує і що він ховається в її стінах. Майкл проходить скрізь неї і ніч пройдена. Після чого, Майкл знову дивиться [телевізор і їсть попкорн. І далі іде третя ніч.

### Третя ніч
Ніч починається так само. Спочатку голос дівчинки, а тоді — Майкл у ліфті. Голос говорить до Майкла, що він сильно себе напрягає. Чи він ніколи не питав себе: «Що я творю своїм життям?» або «Чи я побачу своїх батьків?». Після чого, знов включається клавіатура і вводимо своє ім'я. Далі показує помилку, і голос сам вводить ім'я. На Casual Bongos. Далі грає хороша музика, а голос каже, що ми займалися дурницею і забирає від нас зарплатню. І розказує, що нам треба пройти через Funtime Auditorium та полагодити Фантайм Фредді (англ. Funtime Freddy) в Parts and Service. Проте перед тим, він спочатку попадає в англ. Control Module і перевіряє Баллору і Фантайм Фоксі. Баллора розібрана і біля неї стояли малесенькі ляльки — Мініріни (англ. Minireena). А Фантайм Фоксі нема на сцені. Тоді голос каже, що треба діяти. Майклу вдається пройти через англ. Funtime Auditorium і полагодити Фантайма Фредді. Після чого він має йти назад, але його захоплює Фантайм Фоксі. І почнеться четверта ніч.

### Четверта ніч
Ми знову чуємо голос дівчинки, тоді Майкл потрапляє не в ліфт, а в якийсь костюм. Потім, чуємо голос Бейбі, і вона каже, що ми спали довго, і за ним стежила камера. Проте вона його добре сховала. Далі вона каже Майклу не боятись, і вона задержить його на декілька годин. Вона розказувала про костюм, який повинен використовуватися в її старій піцерії. І тільки одна персона зможе влізти туди. Вона каже, що ми находимося в Scooper Room, і розкажує, що це за Scooper Room. Далі вона затихла, і чути голос якогось чоловіка. Він каже поставити щось у правильне місце. А щось — це Баллора. Бейбі розказувала про Баллору, і вже після цього — Баллору вдарив Скупер (Scooper). Далі відкривається лице костюма, і Бейбі каже, що треба тільки чекати, а також пильнувати костюм від Мінірін та зломуванння пружиних замків. Майкл успішно закінчує і вертається додому. Дивиться [телевізор, і вже після чого — починається п'ята ніч.

### П'ята ніч
В цій ночі чути голос дівчинки, яка каже що тато не дивиться. Тоді Майкл сидить у ліфті, і голос каже, що він молодець та це його останній день на роботі. І на честь тих справ, яких успішно завершив Майкл, хоче купити йому щось на його зарплатню. Майкл вибрав Exotic Butters. Тоді голос розказує про двух інженерів, які залишилися тут. І якщо Майкл їх зустріне, то хай скаже, щоб вони пішли додому. Після чого, ліфт зупиняється і він йде до англ. Control Module. Він перевіряє дві сторони, але там показано двух повішених людей. Це ті самі інженери. Далі голос просить прийти до Parts and Service та полагодити Бейбі. Майкл доходить до цього і нам показано поламану Бейбі. І голос розказує, що з Бейбі щось не то, і треба її відремонтувати. Далі голос обривається і вмикається голос Бейбі. Вона спочатку говорить пароль, і щоб ти обережно ввів. Інакше нападе Еннард (англ. Ennard). Тоді вона просить натиснути на кнопку, яка находиться справа знизу. Далі її вивозять кудись, і вона каже, щоб ми рухались за її правилами, або нас вб'є Баллора. І тут є дві кінцівки:

#### Справжня кінцівка
Якщо слухатися усіх вказівок Бейбі, то Майкл попадає в англ. Scooping Room. І йому скажуть, що Майкл попав у небезпечне місце, і голос знову обірветься. Тоді ми бачимо невеличку кімнату, і за вікном появиться Еннард. Який буде розказувати те, що вони всі не можуть вийти. І, якби вони були як Майкл, вони могли б вийти з цього бункера. Через кілька секунд Майкла ударяє Скупер. Далі чути голос дівчинки. Вона каже, що вона — Бейбі, прекрасна. І кінцева фраза: «А де інші діти?». Тепер Майкл повертається додому і дивиться на себе в дзеркало. І відкриває свої очі. І далі йдуть субтрити.

#### Секретна кінцівка
Вам потрібно пройти міні-гру про Бейбі. І коли Бейбі почне показувати шлях, то треба поверути направо і вперед. І тоді ти попадаєш в Private. Тепер почався геймплей, як в інших геймплеїв FNaF. І Майкл бореться з Еннардом у масці. Він розказує Майклу, що він не помре і що він потребує його, тому що хоче вийти звідти. Тоді Майкл проходить цю ніч та попаде додому. І дивиться [телевізор. Після закінчення серіалу, підходить Еннард і екран починає темніти. І далі йдуть субтрити.

### Своя ніч
Після проходження секретної кінцівки герою відкривається режим англ. Custom Night. Там всього 10 режимів. Незважаючи на те, які ночі проходить герой, після перших семи ночей будуть міні-гри. Там показано, як хлопець іде додому, і кожній міні-грі — він гнив. Це був Майкл. В останній міні-грі Майкл став буквально фіолетовий, і після чого — зупиняється, щоб відригнути Еннарда в каналізацію. Далі він знепритомнів, і можна почути голос Бейбі: «Ти не помреш!» кілька раз. Після цього — Майкл встає і видно в каналізації Еннарда. Вже після проходження останній режим — Golden Freddy на складність англ. Very Hard (насправді, є 4 складності), можна побачити невеличкий ролик. Там Майкл говорить до свого батька — Вільяма Афтон, який став Спрінгтрапом у третій частині. Майкл каже, що все зробив, як просив його батько. І тут важлива фраза: «Я повинен померти, але не помер». І вкінці його голос став роботизированим, кажучи: «Я тебе найду!». І після цієї фрази — появляється Спрінгтрап. І на цьому ролик закінчується.

## Персонажі

### Аніматроніки
- Цикрус Бейбі (англ. Circus Baby) — головна антогоністка гри. Хоч вона ніразу не нападає на Майкла, і каже, що вона не розуміє, чому вона запрограмована на вбивство людей. О 3:00 вона розказує, як вона один раз виступала на сцені. Деякі боялись її, а деякі — любили. І вона рахувала дітей перед собою. Та в один момент появилась одна дівчинка — дочка Вільяма Елізавет. За деякий момент Бейбі відкрила свій корпус і витягла морозиво. Дівчинка підійшла до неї і Бейбі вбила її. І після чого, в цій піцерії, в якій Бейбі виступала — згодом закрилася. А Бейбі та інших аніматроніків сховали в бункері. На 4 ночі Еннард схопив контроль над Бейбі, а вже в 5-й — костюм Бейбі пустий. І вже після 5-ї — Майкл виригнув Еннарда і Бейбі в каналізацію. І Еннард із Бейбі лишилися в каналізації до 6 частини. Взагалом Бейбі сама найбільша і сама найважча в групі Фантайм. Її ріст сягає 219 см, а вага — 265 кг.
- Баллора (англ. Ballora) — також антогоністка гри. Вона активна тільки в 2 ночі. І вже після цього — її розбирають. Вона єдина, яка тільки крутиться, Далі її чекає доля, як у Бейбі. Тільки трохи інша. Що вона залишилися в Еннарда і в 6 частині. Вона є другий із найвищих після Бейбі. Її ріст — 189 см, а вага — 157 кг.
- Фантайм Фредді (англ. Funtime Freddy) — більш складніший антогоніст. Він активний у 2 та 3 ночі (тільки в 3 ночі активний його конпаньйон Бон-Бон). Його доля така сама, як і в Баллори. Він є третій із найвищих. Його ріст — 183 см, а вага — 159 кг.
- Фантайм Фоксі (англ. Funtime Foxy) — доволі небезпечний і хитрий антогоніст. Деякі її путають із хлопцем, а деякі — з дівчиною. Вона активна в 3 ночі, і, коли Майкл вертався додому — вона його схопила. ЇЇ доля така сама, як у Баллори та у Фантайма Фредді. Вона є самою нижчою і самою легшою із фантайм четвірки. Вона має 180 см росту та 131 кг ваги.
- Бідібаб (англ. Bidybab) — компаньйон Бейбі.
- Мініріна (англ. Minireena) — конпаньйон Баллора.
- Еннард (англ. Ennard) — самий головний антогоніст гри, який захопив тіло Майкла. І після чого, Майкл загнив, а компанія Еннарда попала в каналізацію.

### Люди
- Майкл Афтон (англ. Michael Afton) — головний протагоніст гри. Він легко справляється зі всіма завданнями, але в результаті став жертвою Еннарда. Проте в DLC видно, що він живий. І вкінці DLC Майкл спілкується зі своїм батьком. Каже, що знайде його.
- Елізавет Афтон (англ. Elizabet Afton) — сестра Майкла, яка померла від рук Бейбі.
- Вільям Афтон (англ. William Afton) — батько Майкла і Елізавет. В кінці DLC його можна побачити у вигляді Спрінгтрапа.

## Актори озвучування
| Персонажі             | Актори              |
| --------------------- | ------------------- |
| Циркус Бейбі          | Хізер Мастерс       |
| Баллора               | Мікелла Мосс        |
| Фантайм Фредді        | Келлен Гофф         |
| Бон-бон               | Беккі Шрімптон      |
| Бідібаб               | Зехра Джейн Накьюві |
| Майкл Афтон           | PJ Heywood          |
| Елізавет Афтон        | Зехра Джейн Накьюві |
| Голос локації         | Енді Філд           |
| Голос локації № 2     | Джулі Шилдс         |
| Влад(серіал)          | Крістофер Маккалоу  |
| Дружина Влада(серіал) | Ембер Лі Коннорс    |
| Голос із серіалу      | Боб Барнс           |

## Причина
Скотт Коутон (автор гри) хотів розказати повну історію FNaF ще й в 4 частині. Він хотів закінчити вже історію за допомогою коробки, яка міцно закрита. Її можна отримати після проходження 7 ночі. Там буде коробка, але її розкрити із летсплеєрів ніхто не зміг. Тому йому довелося пояснитив FNaF World. Але і ця гра не допомогла йому. І далі він знову продовжує працювати з продовженням франшизи, яка пояснює, що було всередині коробки.